# Ungernia vvedenskyi
Ungernia vvedenskyi là một loài thực vật có hoa trong họ Amaryllidaceae. Loài này được Khamidch. miêu tả khoa học đầu tiên năm 1979.